# Seimatosporium foliicola
Seimatosporium foliicola är en svampart som först beskrevs av Miles Joseph Berkeley, och fick sitt nu gällande namn av Shoemaker 1964. Seimatosporium foliicola ingår i släktet Seimatosporium och familjen Amphisphaeriaceae.   Inga underarter finns listade i Catalogue of Life.